# Gravitholus
Gravitholus ("těžká hlava") byl rod býložravého ptakopánvého dinosaura z čeledi Pachycephalosauridae. Žil na území dnešní Alberty v Kanadě v období svrchní křídy (geologický stupeň kampán, asi před 75 miliony let).

## Popis a objev
Fosilie byly objeveny v sedimentech souvrství Oldman (lokalita Jenner Ferry). Tento tlustolebý dinosaurus byl formálně popsán v roce 1979 W. P. Wallem a Peterem Galtonem. Je znám víceméně jen podle fosilií temenní části lebky. Jeho délka dosahovala asi 3 metrů, jednalo se tedy o středně velký druh pachycefalosaurida.
Typovým a dosud jediným známým druhem je G. albertae. Delší dobu probíhá mezi paleontology debata, zda jde o samostatný validní rod, nebo jen o synonymum s rodem Stegoceras. Novější analýzy však naznačují, že jde skutečně o platný a samostatný rod.

## Validita taxonu
Na základě výzkumů z roku 2020 se zdá být jisté, že Gravitholus skutečně není validní taxon a ve skutečnosti se patrně jedná o plně dospělého zástupce rodu Stegoceras.
Tento rod by podle studie z roku 2023 mohl ve skutečnosti spadat spolu s rodem Hanssuesia do rodu Stegoceras.